# 沃伊斯拉夫·科什图尼察
沃伊斯拉夫·科什圖尼察（發音：[ʋǒjislaʋ koʃtǔnit͡sa] ⓘ；1944年3月24日—），前任塞爾維亞共和國總理、律師。畢業於贝尔格莱德大学法律系。在他击败米洛舍维奇之後，成为南斯拉夫聯邦共和國最後一任總統。

## 總統
2000年9月24日舉行南斯拉夫聯邦共和國總統及國會大選。當選舉結束時，塞爾維亞社會黨的候选人米洛塞維奇得票率是百分之40.23%；而以19個團體共組的「塞爾維亞在野民主陣營」（DOS）所聯合支持的科什圖尼察得票率則是百分之48.22%。選委會表示，因为无人过半，必須在10月8日舉行第二輪決選。9月27日，米洛舍維奇不顧欧美国家和国内反对派的反對聲浪，宣佈參加決選；而科什圖尼察陣營則要求重新驗票，但遭選委會拒絕。最後引起反對黨在首都贝尔格莱德舉行大規模反米洛舍維奇集會。10月4日南斯拉夫抗議民眾擴大，終於在10月6日由反對黨控制首都贝尔格莱德，憲法法院裁定科什圖尼察當選總統。10月7日科什圖尼察正式宣誓就任總統。
科什圖尼察上任後即改善了米洛塞維奇時代的國際孤立，加入聯合國，並且進行了南斯拉夫的重建，但仍阻止不了蒙特內哥羅的獨立運動，黑山最終於2006年5月正式獨立，南聯盟也因此解體。2003年2月4日，南斯拉夫聯盟共和国正式改名為「塞爾維亞與黑山」，新憲法同時生效。並選出總統斯韋托扎爾·馬羅維奇，科什圖尼察則退出了總統寶座。

## 總理
2004年3月3日，科什圖尼察出任塞爾維亞總理。在2008年科索沃宣布獨立時，科什圖尼察曾譴責科索沃宣布擺脫塞爾維亞獨立，並稱科索沃是一個「虛假的國家」。之後的國會選舉，塞民黨選舉失利，敗給親西方的民主黨及右派的塞爾維亞激進黨，他隨後卸任總理一職。